# Pieńsk
Pieńsk és una població del Comtat de Zgorzelec, al Voivodat de la Baixa Silèsia, al sud-est de Polònia.
Pieńsk és situada a uns 11 quilòmetres al nord de Zgorzelec, a la ribera oriental del riu Nysa Łużycka (Lausitzer Neiße en alemany) que dibuixa la frontera entre Polònia i Alemanya, i a 140 quilòmetres a l'oest de la capital de la Baixa Silèsia, Wrocław (Breslau). El 2006 la seva població era de 5.800 habitants.